# Samoth
Tomas Haugen (n. 9 iunie 1974), mai bine cunoscut sub numele de scenă Samoth, este chitaristul formației norvegiene de black metal Emperor. Pseudonimul Samoth e prenumele său real scris invers. În prezent Samoth face parte din formația The Wretched End.

## Biografie
Samoth și-a început cariera muzicală în 1990, la vârsta de 16 ani. În acest an el împreună cu Ihsahn au înființat formația de death metal Dark Device (ulterior Xerasia, Embryonic și Thou Shalt Suffer). În 1991 cei doi au schimbat din nou numele formației din Thou Shalt Suffer în Emperor, schimbându-și și genul muzical din death metal în black metal. În 13 septembrie 1992 Samoth împreună cu Varg Vikernes au incendiat biserica Skjold din Vindafjord. În 1993 Samoth a fost arestat, iar în 1994 a fost condamnat la 1 an și 4 luni de închisoare. În timpul detenției Samoth a păstrat legătura cu Ihsahn, iar după eliberare a revenit în Emperor.
Referitor la incendierea bisericii și, în general, la acțiunile Cercului Negru, Samoth a comentat:
"Percep ceea ce am făcut ca o izbucnire sociopatică, o acțiune extremă împotriva Bisericii și a societății. Asta a fost intenția. Încă îmi surâde ideea de a reduce o biserică într-o grămadă de cenușă. Asta nu mă mai preocupă însă, și nici nu cred că asta e calea de a scăpa de creștinism."
În 1993 Samoth s-a alăturat formațiilor Arcturus și Satyricon; colaborarea cu aceste formații a fost de scurtă durată, pe prima părăsind-o după doi ani, iar pe a doua după trei ani. Tot în această perioadă Samoth a colaborat ca membru temporar cu formațiile Burzum, Gorgoroth și Ulver. În 1994 Samoth a înființat casa de discuri Nocturnal Art Productions, o subsidiară Candlelight Records. În 1995 Samoth împreună cu Ihsahn, Frost și Aldrahn au înființat formația Zyklon-B (black metal), formație care între timp s-a desființat. În 1998 Samoth împreună cu Trym Torson, bateristul din Emperor, și Destructhor au înființat formația Zyklon (black / death metal), formație care de asemenea s-a desființat. În 2001 Emperor s-a desființat din cauza divergențelor muzicale dintre Samoth și Ihsahn; Samoth prefera death metal, în timp ce Ihsahn se îndrepta spre progressive metal.  
În 2008 Samoth împreună cu Cosmocrator au înființat formația The Wretched End (death / thrash metal), formație despre care Samoth spune că reprezintă un nou început pentru el.
Samoth a fost căsătorit cu Andrea Meyer, cunoscută și sub numele de scenă Nebel (ceață pe germană), fondatoarea și singura membră a formației Nebelhexë (dark ambient). Ulterior cei doi au divorțat, iar Samoth s-a recăsătorit cu actuala lui soție, Erin, cu care are o fiică.

## Discografie
cu Emperor
Informații suplimentare: Emperor#Discografie
cu Zyklon-B
- Blood Must Be Shed (EP) (1995)

cu Zyklon
- World ov Worms (Album de studio) (2001)
- Aeon (Album de studio) (2003)
- Disintegrate (Album de studio) (2006)

cu Arcturus
- Constellation (EP) (1994)

cu Satyricon
- The Shadowthrone (Album de studio) (1994)

cu The Wretched End
- The Armageddonist / Of Men and Wolves (EP) (2010)
- Ominous (Album de studio) (2010)
- Inroads (Album de studio) (2012)

cu Burzum
- Aske (EP) (1993)

cu Gorgoroth
- Pentagram (Album de studio) (1994)